# 自動オルガンのためのアンダンテ K.616
自動オルガンのためのアンダンテ ヘ長調 K.616は、ヴォルフガング・アマデウス・モーツァルトが作曲した自動オルガンのための作品。

## 概要
自動オルガンのための幻想曲（K.608）や自動オルガンのためのアダージョとアレグロ（K.594）と同じく、ボヘミアの貴族ヨーゼフ・ダイム伯爵の依頼によって、1791年5月4日にウィーンで作曲された。モーツァルト自身、自動オルガンの音は好きではなかったが、のちに4手ピアノ用のための作品としてモーツァルトの生前に出版された。
ロココ的な典雅さを持っている自動オルガンのための作品である。

## 構成
アンダンテ、ヘ長調。ロンド形式による。演奏時間は約7分。

## 関連作品
- 自動オルガンのためのアダージョとアレグロ ヘ短調 K.594
- 自動オルガンのための幻想曲 ヘ短調 K.608